# Parque Natural de São Miguel
O Parque Natural de São Miguel (PNISMG) é uma estrutura de conservação da natureza que agrega as áreas protegidas situadas na ilha de São Miguel e no mar territorial a ela contíguo. Foi criado pelo Decreto Legislativo Regional n.º 19/2008/A, de 8 de Julho, e é um dos nove Parques Naturais de Ilha que integram a Rede de Áreas Protegidas dos Açores, o dispositivo territorial de protecção da natureza e da biodiversidade do arquipélago dos Açores.

## Áreas protegidas do parque
O Parque Natural da Ilha de São Miguel possui 23 áreas protegidas:

### Reservas Naturais
- Reserva Natural da Lagoa do Fogo
- Reserva Natural do Pico da Vara

### Monumentos Naturais
- Monumento Natural da Caldeira Velha
- Monumento Natural da Gruta do Carvão
- Monumento Natural do Pico das Camarinhas e Ponta da Ferraria

### Áreas Protegidas para a Gestão de Habitats ou Espécies
- Área Protegida para a Gestão de Habitats ou Espécies do Ilhéu de Vila Franca do Campo
- Área Protegida para a Gestão de Habitats ou Espécies da Serra de Água de Pau
- Área Protegida para a Gestão de Habitats ou Espécies da Tronqueira e Planalto dos Graminhais
- Área Protegida para a Gestão de Habitats ou Espécies da Ponta do Cintrão
- Área Protegida para a Gestão de Habitats ou Espécies da Ponta do Arnel
- Área Protegida para a Gestão de Habitats ou Espécies das Feteiras
- Área Protegida para a Gestão de Habitats ou Espécies da Ponta do Escalvado
- Área Protegida para a Gestão de Habitats ou Espécies da Ponta da Bretanha
- Área Protegida para a Gestão de Habitats ou Espécies do Faial da Terra
- Área Protegida para a Gestão de Habitats ou Espécies da Ferraria
- Área Protegida para a Gestão de Habitats ou Espécies da Lagoa do Congro

### Áreas de Paisagem Protegida
- Área de Paisagem Protegida das Sete Cidades
- Área de Paisagem Protegida das Furnas

### Áreas Protegidas de Gestão de Recursos
- Área Protegida de Gestão de Recursos da Caloura - Ilhéu de Vila Franca do Campo
- Área Protegida de Gestão de Recursos da Costa Este
- Área Protegida de Gestão de Recursos da Ponta do Cintrão - Ponta da Maia
- Área Protegida de Gestão de Recursos do Porto das Capelas - Ponta das Calheta
- Área Protegida de Gestão de Recursos da Ponta da Ferraria - Ponta da Bretanha

## Outras zonas protegidas da ilha

### Reservas Florestais de Recreio
- Reserva Florestal de Recreio das de Água Retorta
- Reserva Florestal de Recreio do Pinhal da Paz
- Reserva Florestal de Recreio da Cancela do Cinzeiro
- Reserva Florestal de Recreio do Viveiro do Nordeste
- Reserva Florestal de Recreio das do Viveiro das Furnas
- Reserva Florestal de Recreio da Chã da Macela
- Reserva Florestal de Recreio do Cerrado dos Bezerros

### Parques, jardins e matas
- Parque Natural dos Caldeirões
- Parque do Pelado
- Parque Terra Nostra
- Jardim Botânico da Ribeira do Guilherme
- Mata do Canário

### Zona de Protecção Especial
- Zona de Protecção Especial do Pico da Vara e Ribeira do Guilherme

### Ilhéus
- Ilhéu de Rosto de Cão
- Ilhéu de Vila Franca